# Ahlainen
Ahlainen (suédois : Vittisbofjärd) est une ancienne municipalité de la région du Satakunta en Finlande. La commune a fusionné avec Pori en 1972.

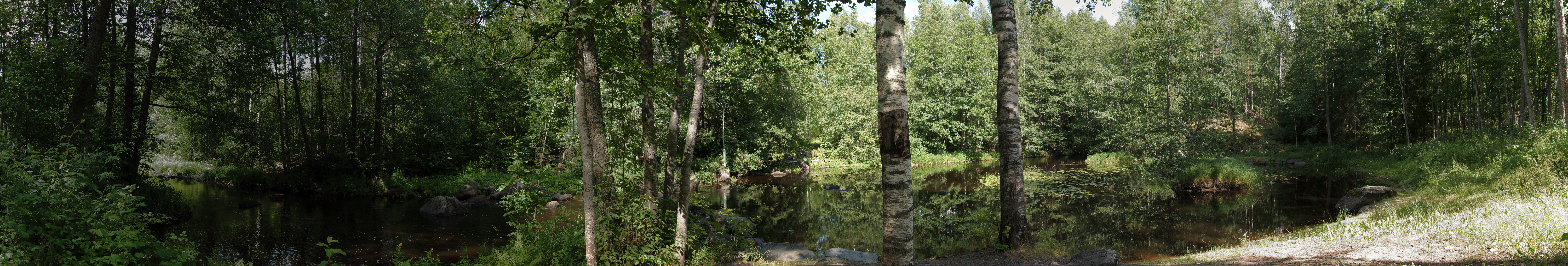
La chute d'Onnenkoski

.

## Histoire
Les communes voisines étaient au nord Merikarvia, à l'est Pomarkku et Noormarkku et au sud Pori.
La Direction des musées de Finlande a classé le village d'Ahlainen parmi les sites culturels construits d'intérêt national.

## Galerie

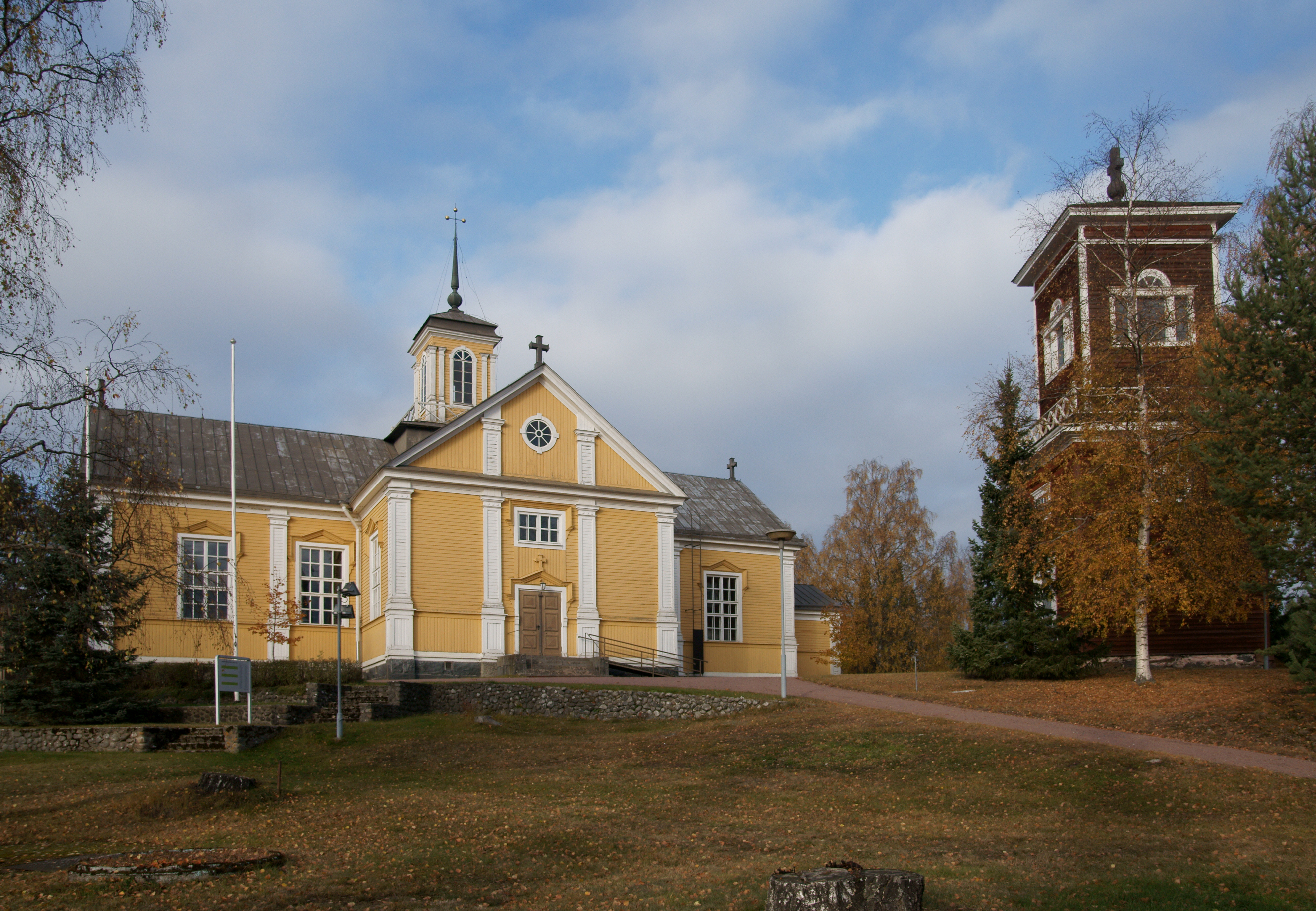
L'église d'Ahlainen.
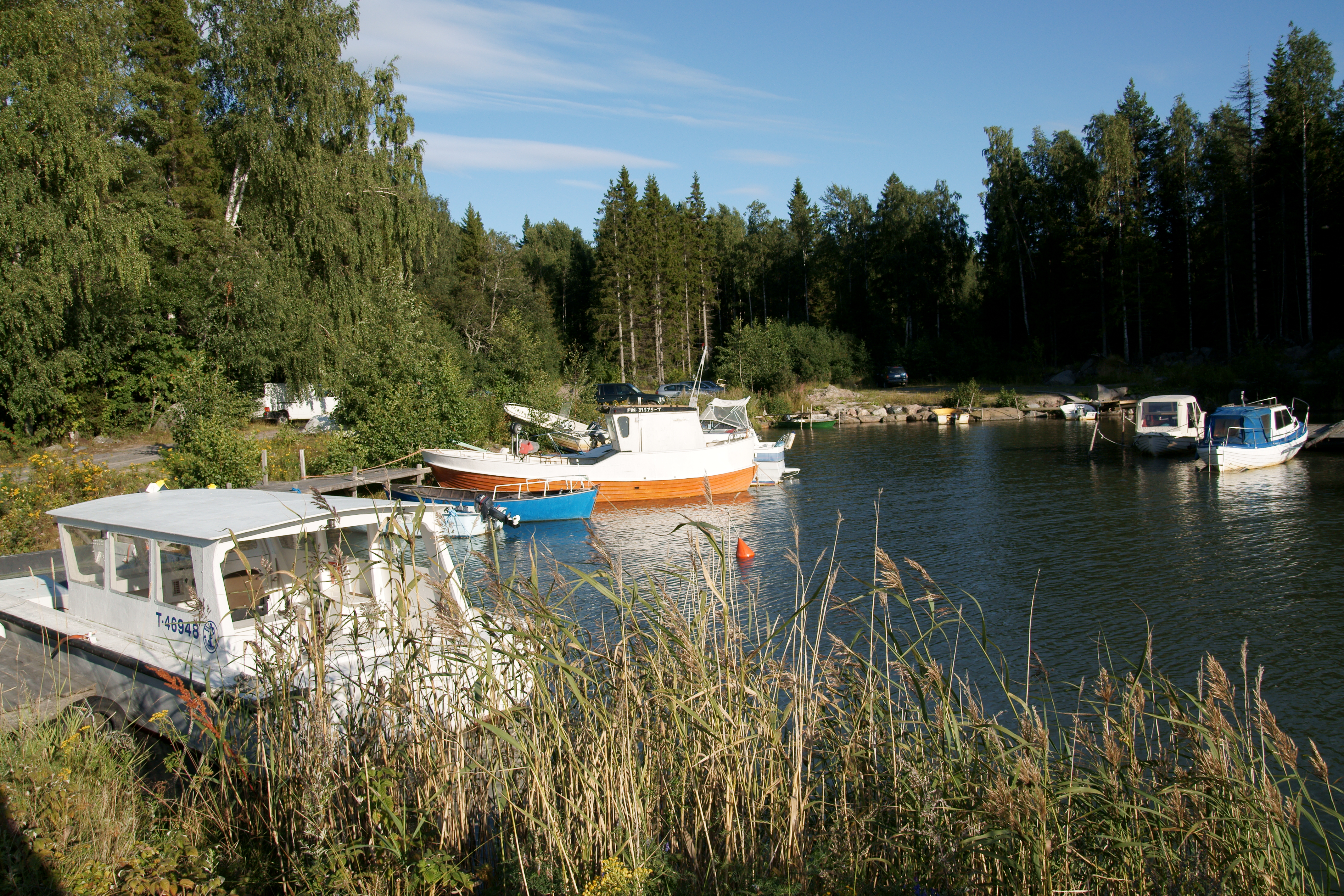
Le port d'Anttoora.
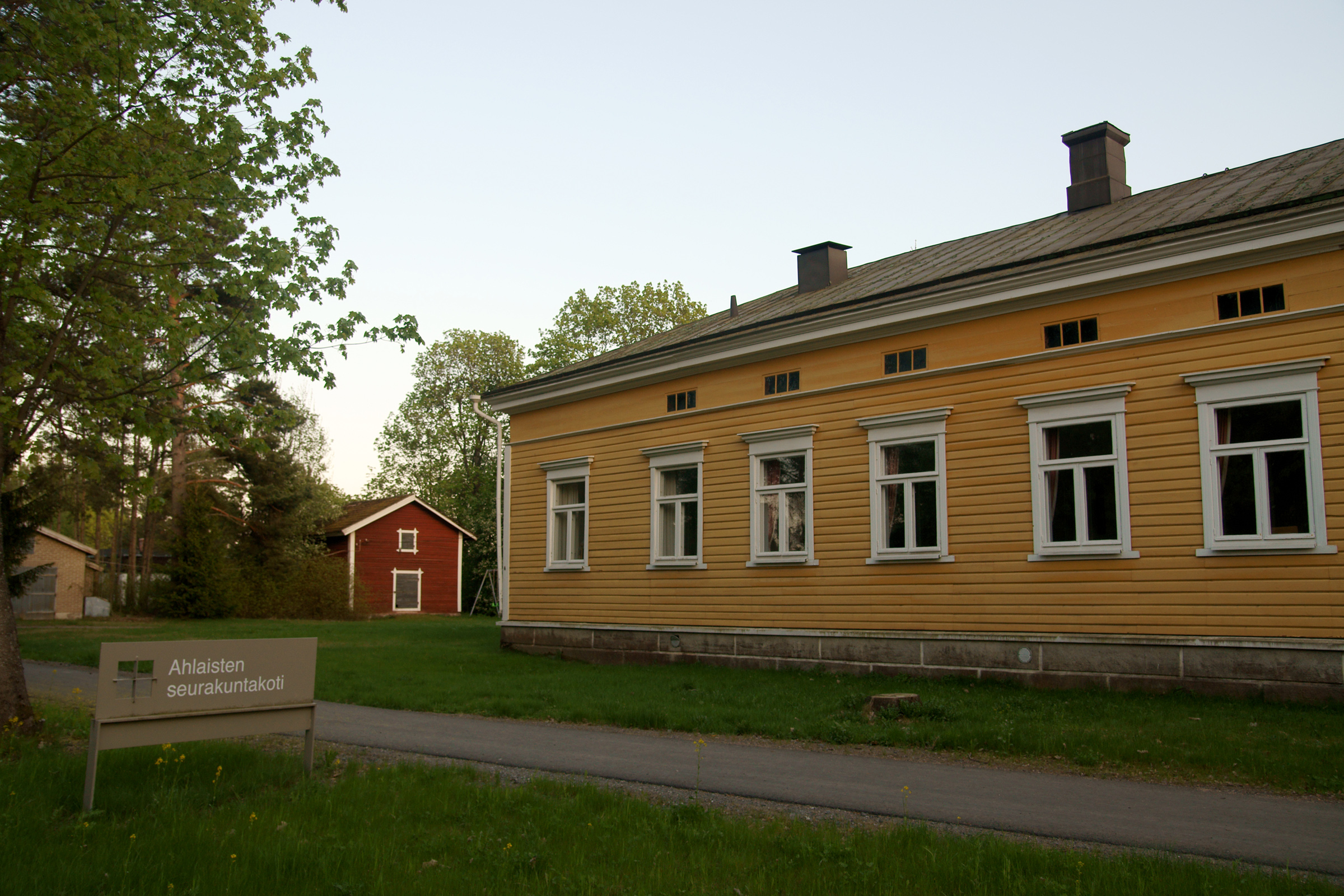
La maison paroissiale d'Ahlainen.
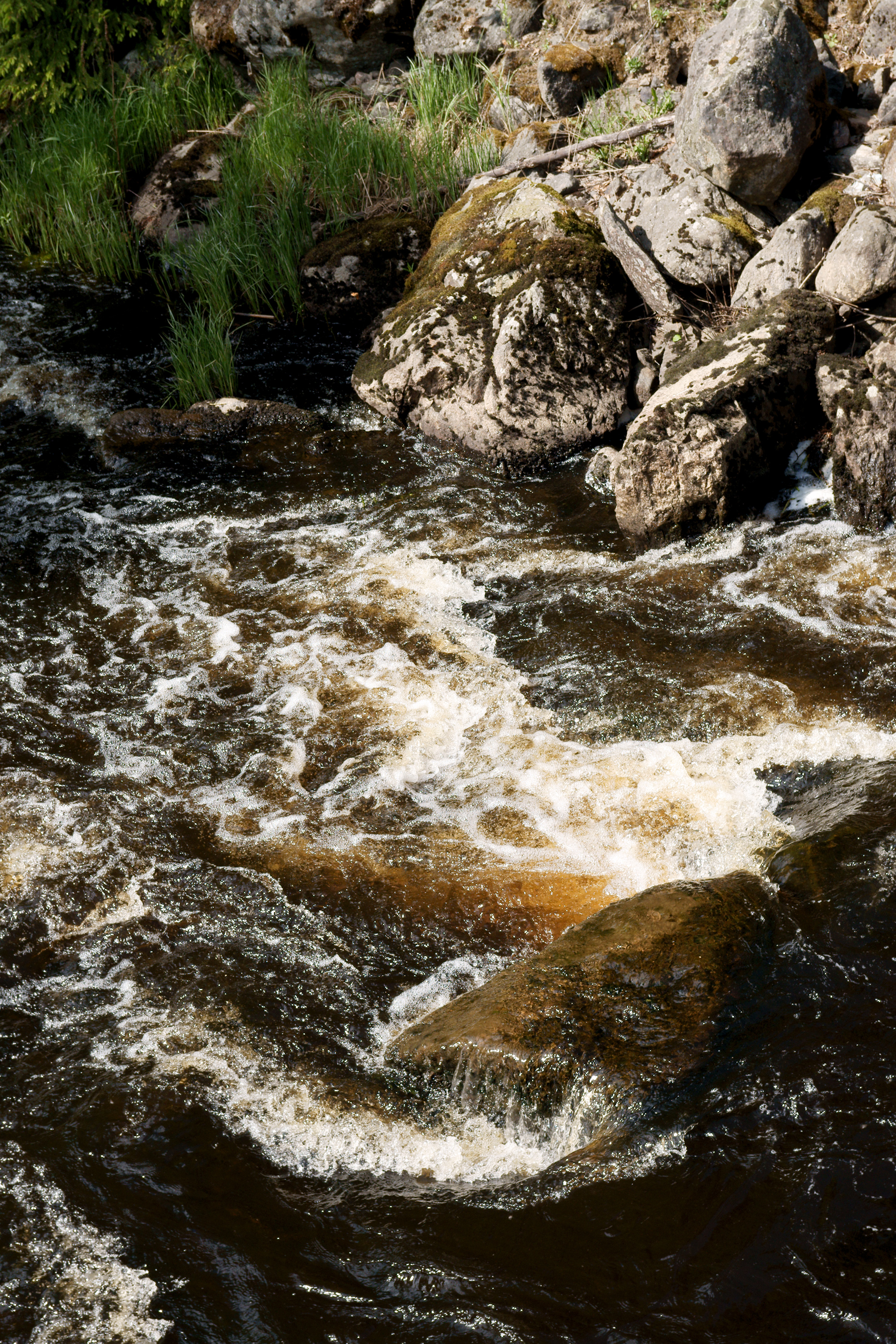
La chute Lampinkoski.